# Station Ressen-Bemmel
Station Ressen-Bemmel is een voormalige treinhalte op de spoorlijn Arnhem - Nijmegen, halverwege de huidige stations Elst en Nijmegen Lent. Nadat het al jaren gesloten was voor het personenverkeer, werd het goederenvervoer begin jaren 70 beëindigd.
Het stationsgebouwtje van het standaardtype Hemmen uit 1881, werd gesloopt in 1980. Heden ten dage herinneren alleen de Stationsstraat en de doodlopende Stationsweg nog aan het voormalige station.